# Nicole Eggert
Nicole Elizabeth Eggert (Glendale, 13 gennaio 1972) è un'attrice statunitense, con ascendenze tedesche e inglesi.

## Biografia
A cinque anni la Eggert fu introdotta nel mondo dello spettacolo, diventando anche Miss Universo nella sezione dei piccoli. Comincia anche ad apparire in piccole parti alla televisione come attrice bambina. Nel 1980, ad otto anni, ottenne un ruolo nel film Ricche e famose, con Jacqueline Bisset e Candice Bergen, interpretando la giovane figlia del personaggio di Bergen. Diventa nota al pubblico soprattutto per la sua partecipazione a serie televisive di successo: è Chrissie Hooker in T.J. Hooker (1981-82), Marci Ferguson in Casalingo Superpiù (1985-86), e Jamie Powell in Baby Sitter (1987-90). Nel 1989 presenta i Nickelodeon Kids' Choice Awards con Wil Wheaton.
È stata poi una dei molti bagnini nella terza e quarta stagione della serie televisiva Baywatch (dal 1992 al 1994). Ha fatto un'apparizione in Sposati... con figli nell'episodio Enemies come Shannon (1996). Nel 2004 ha interpretato il ruolo di "Ginger" nella prima edizione del reality show della rete TBS The Real Gilligan Island. È stata la prima stella a comparire in The Super Mario Bros. Super Show!. È anche apparsa in Scott Baio is 45... and Single (programma del protagonista di Baby Sitter) nel 2007. Il 23 settembre 2009 il canale VH1 ha annunciato partecipazione della Eggert nella stagione invernale 2010 del Celebrity Fit Club.

## Vita privata
Alta un metro e 57 centimetri, ha una figlia, nata nel 1998, di nome Dylin. Dopo una relazione con l'attore canadese Corey Haim, nel 2000 sposò Justin Herwick, da cui però divorziò nel 2002. Nel luglio del 2011 ha avuto la sua seconda figlia, Keegan. Smessi i panni dell'attrice, ha intrapreso l'attività di gelataia.

## Filmografia

### Cinema
- Ricche e famose (Rich and Famous), regia di George Cukor (1981)
- Hambone and Hillie, regia di Roy Watts (1983)
- Cro Magnon: odissea nella preistoria (The Clan of the Cave Bear), regia di Michael Chapman (1986)
- Omega Syndrome, regia di Joseph Manduke (1986)
- Soggetti proibiti (Kinjite: Forbidden Subjects), regia di J. Lee Thompson (1989)
- The Haunting of Morella, regia di Jim Wynorski (1990)
- Grandpa, regia di Alan Ruffier (1990)
- Game Over - Scacco alla regina (The Double 0 Kid), regia di Dee McLachlan (1992)
- Blown Away - Spazzato via (Blown Away), regia di Brenton Spencer (1993)
- Il ragazzo pon pon (Anything for Love), regia di Michael Keusch (1993)
- The Demolitionist, regia di Robert Kurtzman (1995)
- Melissa, regia di Steve Binder (1995)
- Il prezzo dell'amore (The Price of Kissing), regia di Vince DiPersio (1997)
- Bartender, regia di Gabe Torres (1997)
- Pink as the Day She Was Born, regia di Steve Hall (1997)
- Siberia, regia di Robert Jan Westdijk (1998)
- Triangle Square, regia di Jeff Terry Anderson (1998)
- Trappola negli abissi (Submerged), regia di Fred Olen Ray (2000)
- Thank You, Good Night, regia di D. Charles Griffith (2002)
- Decoys, regia di Matthew Hastings (2004)
- Snowman's Pass, regia di Rex Piano (2004)
- Cattle Call, regia di Martin Guigui (2006)
- Dead Lenny, regia di Serge Rodnunsky (2006)
- Loaded, regia di Alan Pao (2008)
- Past Lies, regia di Terry Ingram (2008)

### Televisione
- Un posto per l'inferno (When Hell Was in Session), regia di Paul Krasny – Film TV (1979)
- Ti odio mamma (When She Was Bad...), regia di Peter H. Hunt – Film TV (1979)
- F.B.I. oggi (Today's F.B.I.) – serie TV (1981)
- Fantasilandia (Fantasy Island) – serie TV, episodi 4x16-5x15 (1981-1982)
- McClain's Law – serie TV, episodio 1x15 (1982)
- T.J. Hooker – serie TV, 5 episodi (1982-1983)
- Strega per amore - 15 anni dopo (I Dream of Jeannie... Fifteen Years Later), regia di William Asher – Film TV (1985)
- Annihilator, regia di Michael Chapman – Film TV (1986)
- Casalingo Superpiù (Who's the Boss?) – serie TV, 7 episodi (1985-1986)
- The Super Mario Bros. Super Show! - serie TV, primo episodio (1989)
- Baby Sitter (Charles in Charge) - serie TV, 105 episodi (1986-1990)
- Baywatch - serie TV, 44 episodi (1992-1994)
- Amanda and the alien (Amanda & the Alien) (1995) - film TV
- Una mamma per amica - serie TV , 1 episodio (2001)
- Baywatch - Matrimonio alle Hawaii (Baywatch: Hawaiian Wedding), regia di Douglas Schwartz - film TV (2003)
- La stanza dei segreti (Wall of Secrets) (2003) - film TV
- Tornado, la furia del diavolo (Devil Winds) (2003)

## Doppiatrici italiane
- Giuppy Izzo in Ricche e famose
- Tatiana Dessi in Il ragazzo pon pon